# Begonia fuchsioides
Begonia foliosa var. miniata
Espèce
Synonymes
- Begonia floribunda Carrière[2]
- Begonia foliosa var. miniata (Planch. & Linden) L. B. Sm. & B. G. Schub. (préféré par GRIN)[3]
- Begonia fuchsioides Hook.[3]
- Begonia miniata Planch. & Linden[2] [3]
- Tittelbachia fuchsioides (Hook.) Klotzsch[2]
- Tittelbachia miniata (Planch. & Linden) Klotzsch[2]

Begonia fuchsioides Hook. est une espèce de plantes de la famille des Begoniaceae.
Ce bégonia est originaire d'Amérique du Sud, de la Colombie jusqu'en Équateur et à l'ouest du Vénézuéla. L'espèce fait partie de la section Lepsia ; elle a été décrite en 1847 par le botaniste britannique William Jackson Hooker (1785-1865). L'épithète spécifique, fuchsioides, signifie « qui ressemble à un Fuchsia ».

## Description
C'est un bégonia arbustif aux tiges grêles et à petites feuilles dentées. Les fleurs sont rouges et ressemblent à celles d'un fuchsia d'où son nom, toutefois il existe plusieurs cultivars d'aspect variable.

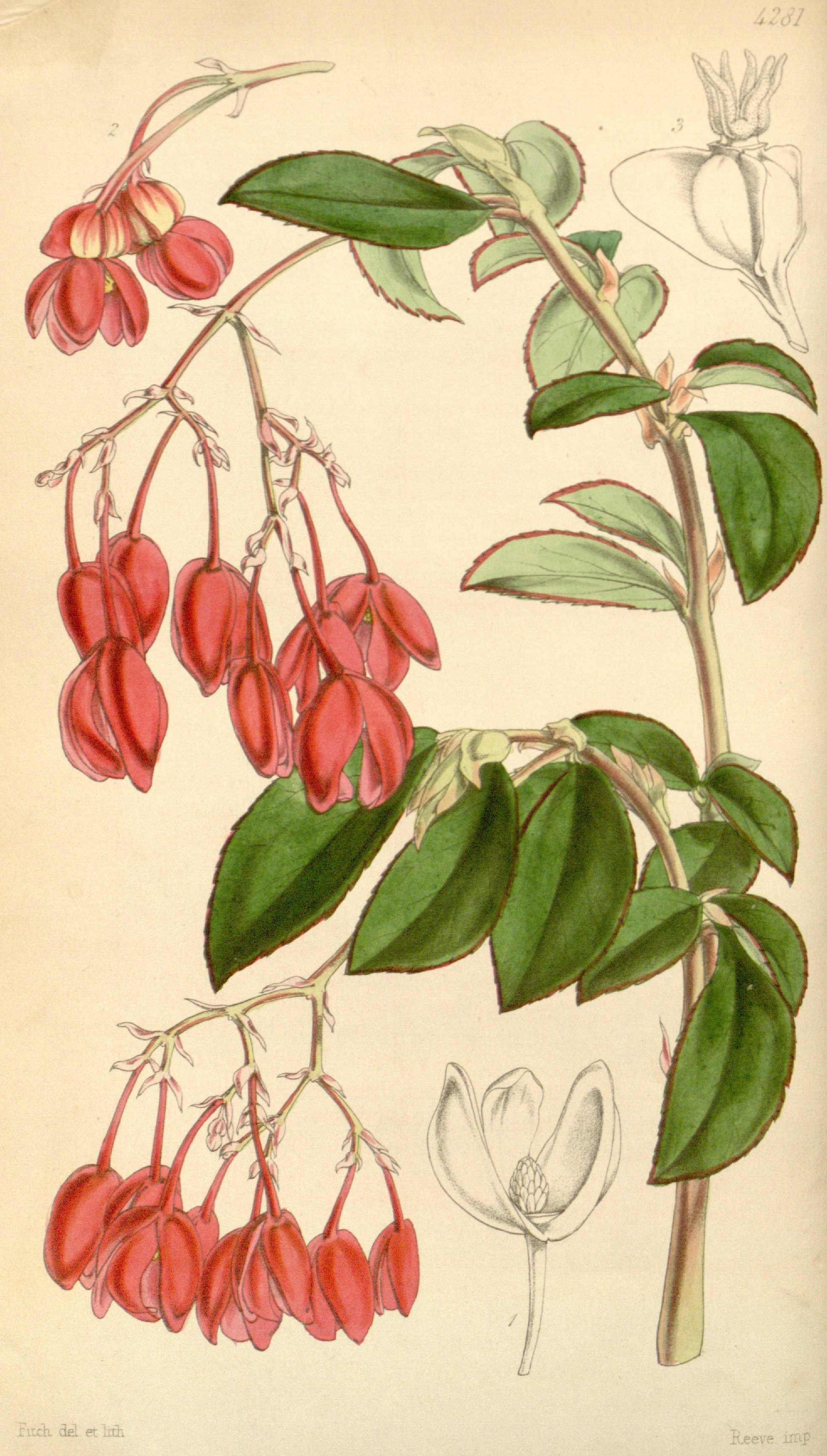
Planche botanique de 1847
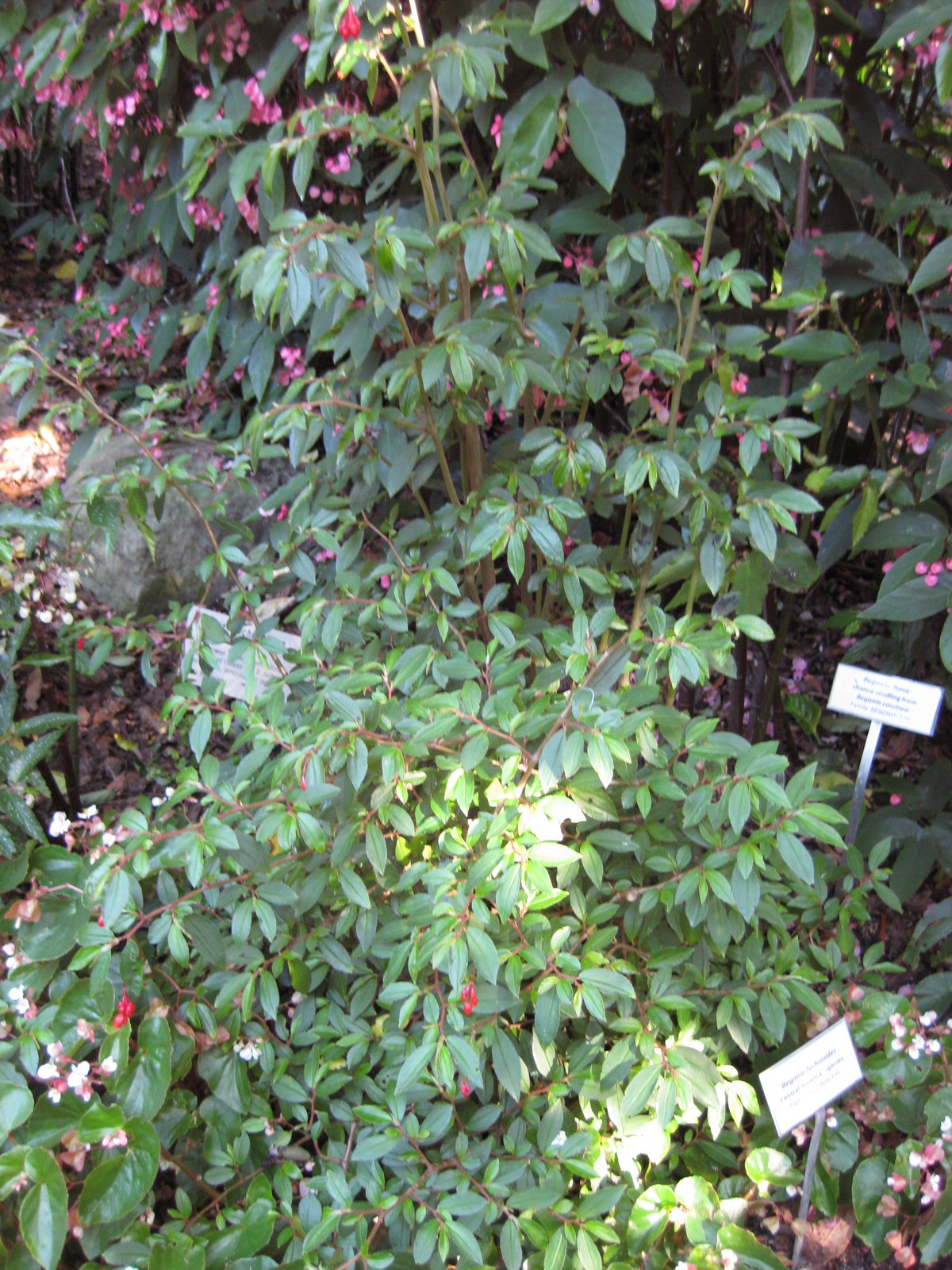
Vue d'ensemble de la plante (cultivée)
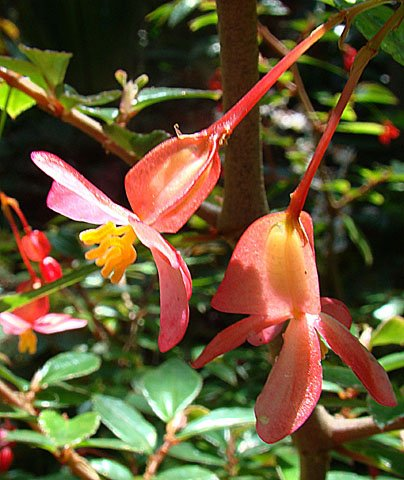
Inflorescence femelle in situ, en Colombie
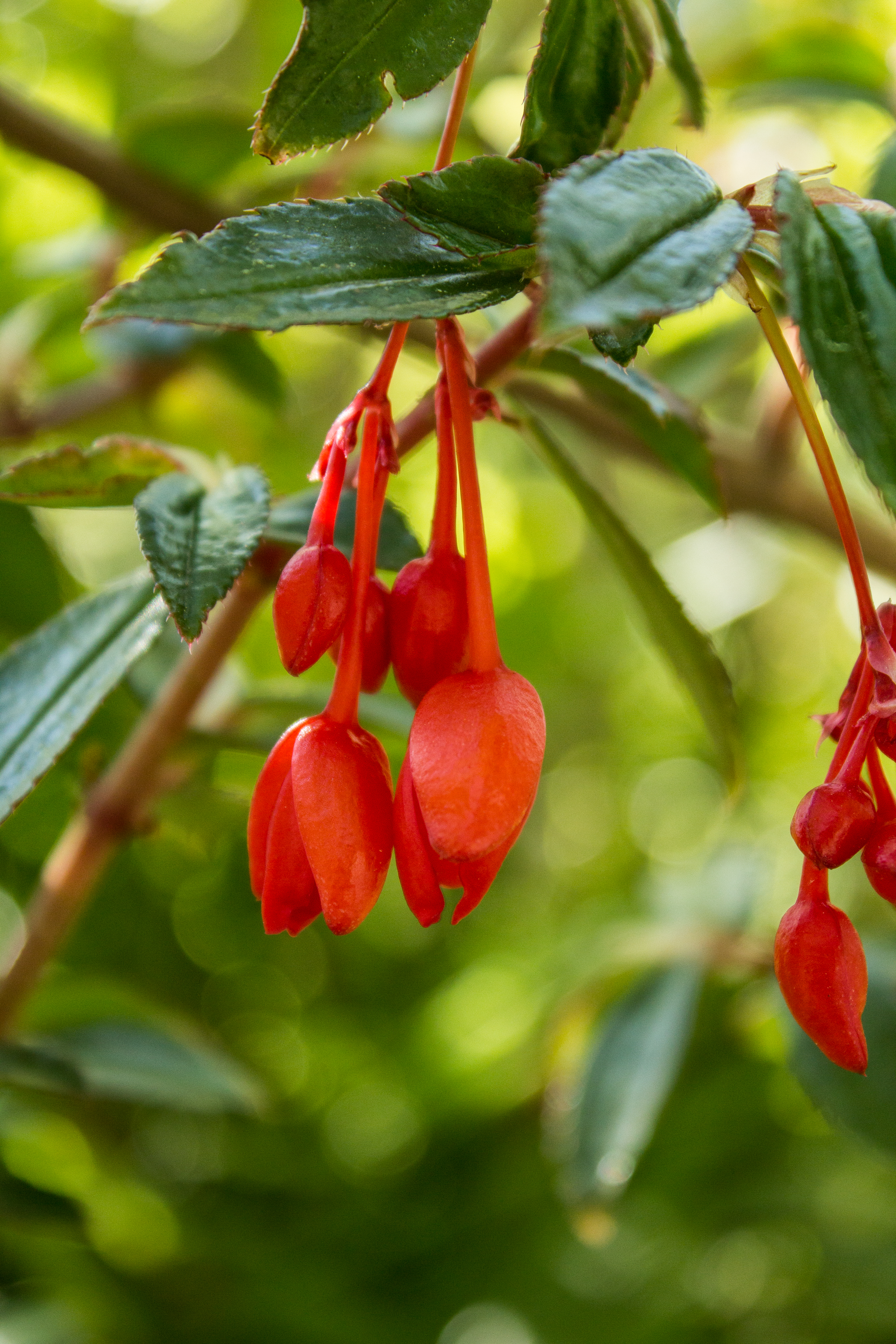
Inflorescence mâles en boutons (cultivée)
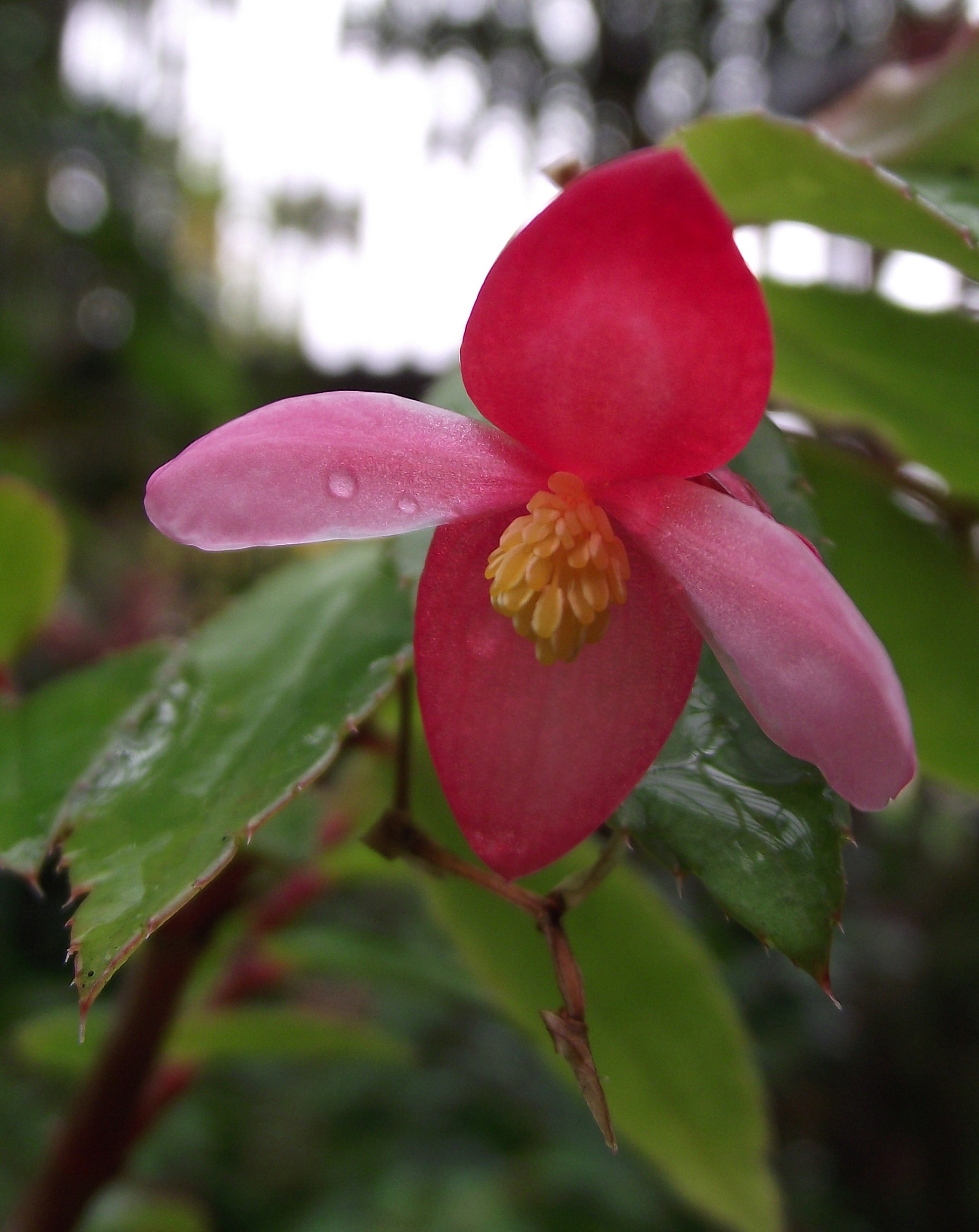
Inflorescence mâle (cultivée)

## Liste des variétés
Selon Tropicos (8 novembre 2016) (Attention liste brute contenant possiblement des synonymes) :
- variété Begonia fuchsioides var. floribunda Irmsch.
- variété Begonia fuchsioides var. miniata (Planch. & Linden) C. DC.